# Le Houga
Le Houga is een gemeente in het Franse departement Gers (regio Occitanie). De plaats maakt deel uit van het arrondissement Condom. Le Houga telde op 1 januari 2022 1.186 inwoners.

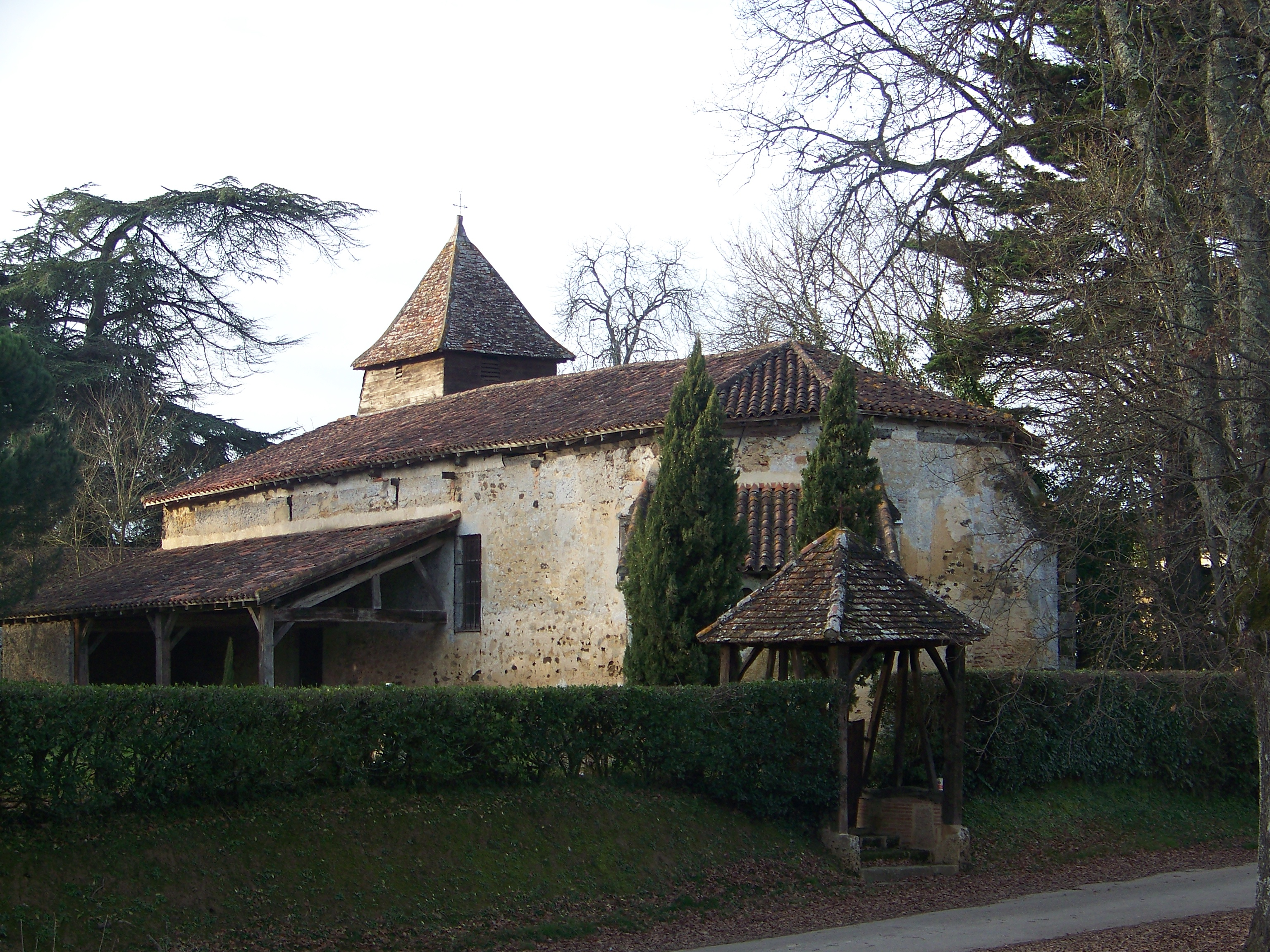
Kerk Saint-Aubin
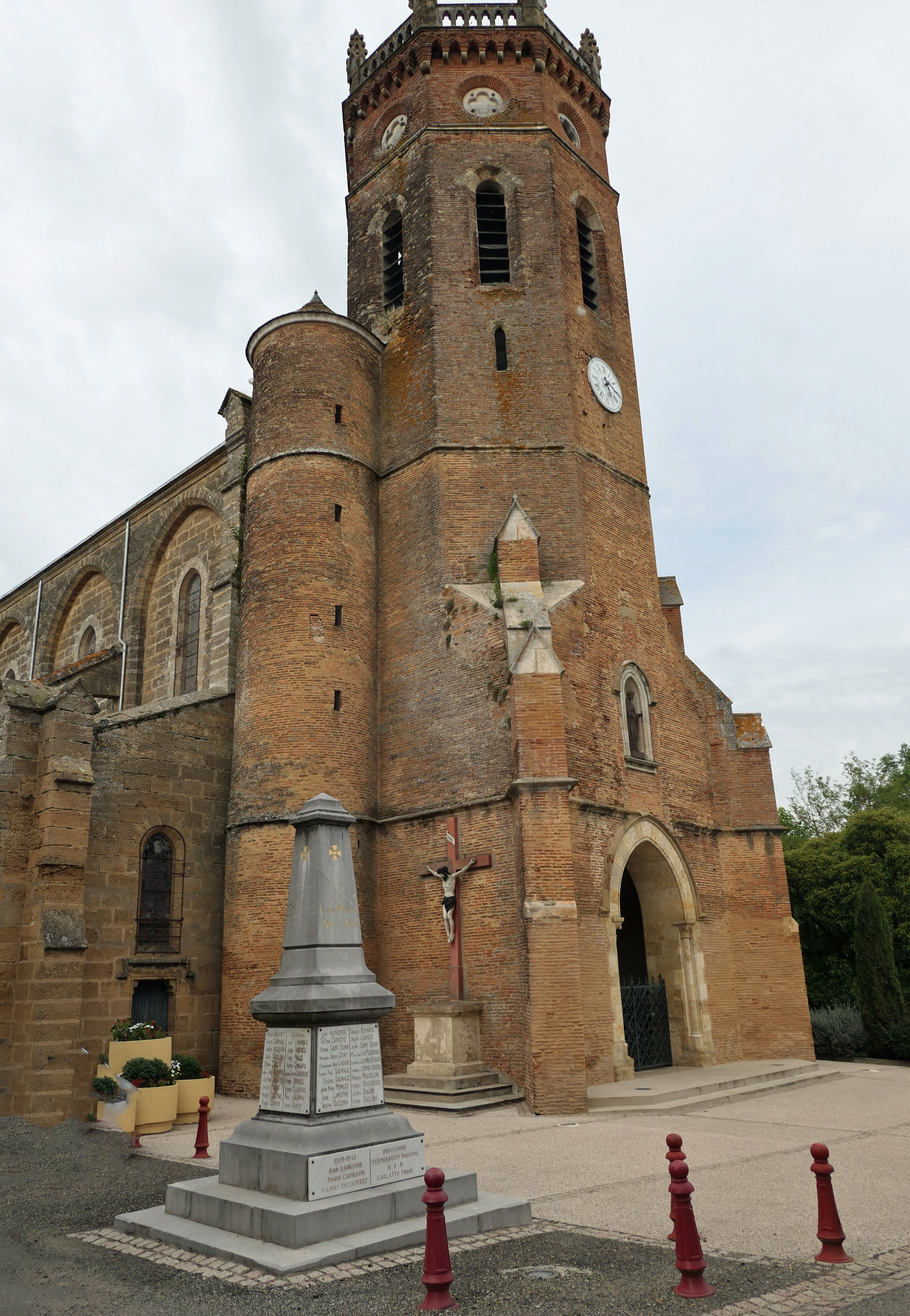
Kerk Saint-Pierre

## Geografie
De oppervlakte van Le Houga bedroeg op 1 januari 2022 31,51 vierkante kilometer; de bevolkingsdichtheid was toen 37,6 inwoners per km².

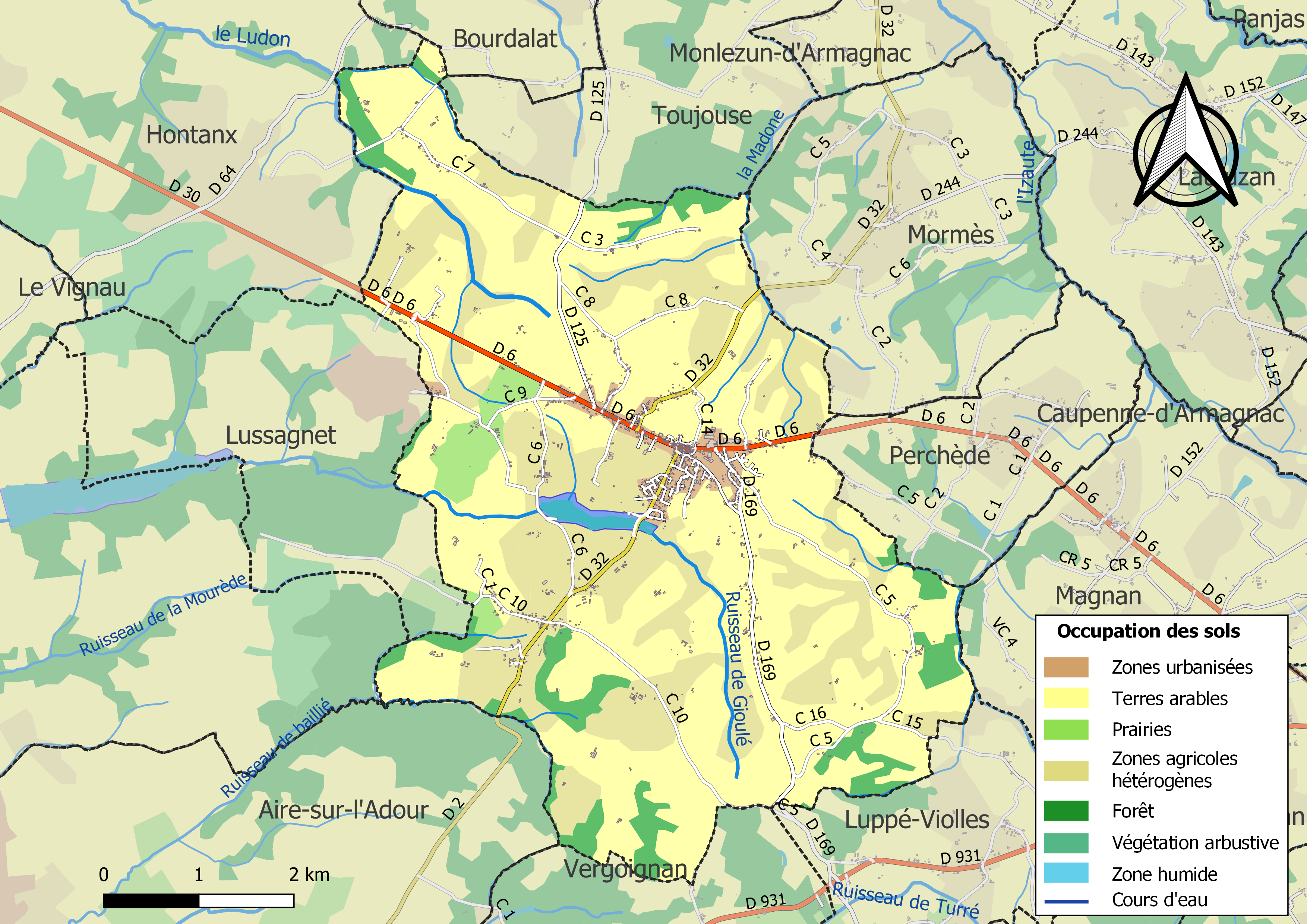
Kaart van de gemeente met belangrijkste infrastructuur, bodemgebruik en omliggende gemeenten

## Demografie
Onderstaande figuur toont het verloop van het inwonertal (bron: INSEE-tellingen).